# Delação premiada
Delação premiada (expressão coloquial para colaboração premiada), na legislação brasileira, é o instituto jurídico pelo qual o investigado ou réu em um processo penal recebe um benefício em troca de sua colaboração com o Estado para evitar a prática de novos crimes, produzir provas sobre crimes já ocorridos ou identificar coautores desses crimes. A colaboração premiada está prevista em diversas leis brasileiras: Código Penal, Lei nº 8 072/90 – Lei dos Crimes Hediondos e Equiparados, Lei 12 850/2013 –  Lei das Organizações Criminosas, 7 492/86 – Crimes contra o sistema financeiro nacional, 8 137/90 – Crimes contra a ordem tributária, econômica e contra as relações de consumo, Lei nº 9 613/98 – Lei da Lavagem de dinheiro, Lei nº 9 807/99 –  Lei de Proteção a Testemunhas, Lei nº 12 529/2011 – Lei dos Crimes Econômicos, Lei nº 11 343/06 – Lei de Drogas.
Delatar tem origem latina da palavra delatare, que se refere ao ato de denunciar a responsabilidade de alguém ou a si mesmo por um crime ou revelar um fato relacionado a um delito.

## Tornando-se um delator
A Lei de Organizações Criminosas (Lei 12 850/2013) define que, para aquele que contribuir efetiva e voluntariamente com a investigação ou processo, o juiz poderá conceder perdão judicial, reduzir a pena de prisão em até dois terços ou substituir por pena restritiva de direitos. Caso o delator não seja o líder da organização criminosa, sendo, ainda, o primeiro a prestar a colaboração, poderá o membro do Ministério Público deixar de oferecer a denúncia. Ademais, caso a colaboração ocorra após a sentença condenatória, poderá o juiz reduzir a pena até à metade, e conceder a progressão de regime mesmo não reunidos os requisitos legais.
Assim, para que um réu se torne um delator e goze dos benefícios que a lei lhe oferece, o primeiro passo é manifestar oficialmente o interesse em fazer o acordo. Depois, na presença de advogados e procuradores, o réu revela o que tem para delatar. Se o processo avançar, as partes assinam um termo de confidencialidade para evitar vazamentos.
Só depois que a delação for homologada pela Justiça é que as informações poderão ser usadas nas investigações. Junto com os depoimentos, o delator tem que apresentar provas e documentos. Em troca, recebe uma pena mais leve. Especialistas no assunto defendem que a decisão de tornar-se um delator precisa partir voluntariamente do investigado.
Segundo a legislação, a colaboração deve resultar em pelo menos um desses aspectos:
- identificação de outros autores do crime ou membros da organização criminosa;
- revelação da estrutura hierárquica da organização criminosa;
- prevenção de infrações penais decorrentes da atividade criminosa;
- recuperação parcial ou total dos produtos das infrações;
- localização de vítima com integridade física preservada.

## Benefícios aos delatores
A delação premiada pode, a depender da legislação, beneficiar o acusado com:
- diminuição da pena privativa de liberdade em até 2/3 (66,6%);
- substituição da pena privativa liberdade por penas restritivas de direitos;
- cumprimento da pena privativa de liberdade em regime semiaberto;
- perdão judicial (isenção de pena);
- não oferecimento da denúncia.

## Lei das organizações criminosas
Em 2013, a então presidente da república Dilma Rousseff homologou a lei de colaboração premiada para utilização em crime de organização criminosa, na lei 12 850/13.

## Previsão em outras leis
Nos termos do artigo 159, do Código Penal, nos crimes de extorsão mediante sequestro em concurso de pessoas, a colaboração por quaisquer dos executores que auxilie na libertação da vítima será causa de diminuição de pena, em patamar de 1/3 a 2/3. O instituto é também previsto na Lei de Proteção à Testemunha, a qual permite ao juiz conceder perdão judicial a qualquer dos acusados que, sendo primário, auxilie na identificação dos coautores da conduta criminosa, recuperação do produto do crime ou libertação da vítima com sua integridade física preservada. Não sendo primário, no entanto, poderá beneficiar-se da delação, tendo a pena diminuída de 1 a 2/3
A Lei de Drogas, do mesmo modo, prevê a possibilidade de aplicação do instituto aos sujeitos ativos do crime que auxiliem na identificação dos coautores e partícipes, bem como a recuperação do produto do crime, reduzindo-lhe a pena, caso haja condenação, em 1 a 2/3. O mesmo patamar de redução se aplica aos agentes de crimes hediondos e contra a ordem tributária.

## Pontos positivos da delação

### Valores recuperados da corrupção
Em dois anos, a Operação Lava Jato recuperou mais de 4 bilhões de reais desviados pela corrupção. A investigação só avançou até esse ponto em razão das informações obtidas junto às comprovações nos termos das delações premiadas. Em troca de informações, vários delatores conseguiram o benefício da prisão domiciliar.

### Meio de vencer pactos de silêncio entre criminosos
O juiz federal responsável pela primeira sentença do mensalão, Alexandre Sampaio, afirmou que a delação é um instrumento "estritamente regulado em lei" e fundamental para "vencer pactos de silêncio estabelecidos entre criminosos", e disse também que alterar a delação premiada irá "dificultar o acesso da Justiça aos altos escalões das organizações criminosas".

## Pontos negativos da delação

### Semelhança com a tortura
Críticos da delação premiada argumentam que, ao efetuar uma prisão preventiva e condicionar a liberdade do preso a sua delação premiada, a instituição da delação premiada assemelha-se à tortura. Inclusive, em 2019, o ministro Gilmar Mendes  manifestou que "Não se justifica prisão provisória de dois anos sem que haja outros fundamentos.", questionando se "...nós não a estamos usando como tortura?". A comparação é questionada por quem defende a colaboração. Nos dois primeiros anos da Operação Lava Jato, dentre 52 negociações de delação, somente 13 foram feitas com réus presos.

## Intermediada pela Polícia Federal
Em junho de 2018, o Tribunal Regional Federal da 4ª Região (TRF4) homologou a delação de Antonio Palocci, no âmbito da Operação Lava Jato. O acordo foi homologado pelo desembargador federal João Pedro Gebran Neto. Anteriormente, os acordos de colaboração foram intermediados pelo Ministério Público Federal e pela Procuradoria-Geral da República.